# 朱百六
朱百六（1205年—1275年），句容（今江苏句容）人。朱四九的父親，朱初一的祖父，朱世珍的曾祖父，明太祖朱元璋的高祖父。妻子胡氏，赠玄皇后，生二子明懿祖朱四九及朱四五。
1368年，朱元璋在南京建立明朝，他被尊為皇帝，廟號德祖，諡號玄皇帝。陵墓在盱眙的明祖陵。